# Nørre Djurs Kommune
 Ikke at forveksle med Norddjurs Kommune.
Nørre Djurs Kommune i Århus Amt blev dannet 1. april 1966, altså 4 år før kommunalreformen i 1970. Ved strukturreformen i 2007 indgik kommunen i Norddjurs Kommune sammen med Grenaa Kommune, Rougsø Kommune og den østlige del af Sønderhald Kommune.

## Tidligere kommuner
Nørre Djurs Kommune blev dannet ved sammenlægning af følgende 7 sognekommuner:
| Kommune             | Folketal september 1965 | Byer                        |
| ------------------- | ----------------------- | --------------------------- |
| Fjellerup-Glesborg  | 1.845                   | Fjellerup og Glesborg       |
| Ginnerup            | 832                     |                             |
| Gjerrild-Hemmed     | 1.537                   | Gjerrild og Bønnerup Strand |
| Karlby-Voldby       | 885                     | Voldby                      |
| Rimsø-Kastbjerg     | 674                     |                             |
| Veggerslev-Villersø | 677                     |                             |
| Ørum                | 1.865                   | Ramten og Ørum Djurs        |
| I alt               | 8.315                   |                             |

## Sogne
Følgende sogne indgik dermed i Nørre Djurs Kommune, alle fra Djurs Nørre Herred:
- Fjellerup Sogn
- Ginnerup Sogn
- Gjerrild Sogn
- Glesborg Sogn
- Hemmed Sogn
- Karlby Sogn
- Kastbjerg Sogn
- Rimsø Sogn
- Veggerslev Sogn
- Villersø Sogn
- Voldby Sogn
- Ørum Sogn

## Borgmestre[3]
| Navn                | Parti             | Periode   |
| ------------------- | ----------------- | --------- |
| Evald Andersen      | Venstre           | 1970      |
| Knud Albæk          | Venstre           | 1970-1982 |
| Evald Andersen      | Venstre           | 1982-1998 |
| Leif Sørensen       | Socialdemokratiet | 1998-2002 |
| Jens Peter Jellesen | Venstre           | 2002-2006 |